# Cap-Darlehen
Ein Cap-Darlehen ist im Bankwesen ein Darlehen oder Kredit mit variablem Kreditzins, bei denen der Zins eine bestimmte Zinsobergrenze nicht überschreiten darf. Gegensatz ist das Floor-Darlehen. Diese Kredite sind mit einem Zinsderivat verbunden, und zwar konkret mit einem Cap (englisch cap, „Obergrenze“), so dass Cap-Darlehen ein strukturiertes Finanzprodukt darstellen. Sie vermindern das Zinsänderungsrisiko vor allem des Kreditnehmers, weil dieser ein Interesse daran hat, dass durch steigende Marktzinsen nicht seine Finanzierungskosten erhöht werden. Auf diese Weise kann ein variabel verzinslicher Kredit nach oben durch einen maximalen Zinssatz begrenzt werden. Insbesondere bei Baufinanzierungen und Immobilienfinanzierungen lohnt sich der Einsatz kreditzinsbegrenzender Zinsderivate. Das mit einem Zinscap verbundene Wertpapier ist ein Cap-Floater.

## Funktionsweise
Ausgangspunkt ist ein zwischen Kreditgeber und Kreditnehmer vereinbarter Referenzzinssatz (meist Euribor oder LIBOR), der je nach Marktentwicklung Schwankungen unterliegt. Um das aus diesen Schwankungen resultierende Zinsänderungsrisiko zu minimieren, wird mit einem Cap eine Zinsobergrenze vereinbart. Bei einem Cap ist der Kreditnehmer der Käufer der Option. Steigt der aktuelle Referenzzins über die im Cap vereinbarte Obergrenze des vereinbarten Referenzzinssatzes (der so genannte englisch Cap-Strike), muss der Kreditnehmer dem Kreditgeber eine Optionsprämie zahlen. Es kann jedoch vereinbart werden, dass die Prämie in die Zinskalkulation eingepreist wird. Die Zinsdifferenzen zwischen dem Cap und dem aktuellen Marktzins sind durch eine Ausgleichszahlung vom Kreditgeber zu leisten. Der Kreditnehmer sichert sich vor einem steigenden Zinsniveau ab, so dass sein Zinsaufwand kalkulierbar bleibt.
Beispiel
Es wird beispielsweise ein Fünfjahreskredit mit einem variablen Zinssatz abgeschlossen. Als Zinsobergrenze wird ein Zinssatz von 5 % vereinbart. Sollten in den fünf Jahren der Laufzeit des Kredits die Marktzinsen die vereinbarten fünf Prozent übersteigen, wird diese Steigerung beim abgeschlossenen Kredit aufgrund der Vereinbarung der Obergrenze nicht berechnet. Sinken jedoch die allgemeinen Zinsen, passt sich der Zinssatz des Cap-Darlehens den niedrigeren Zinsen nach unten an.
Das Zinsänderungsrisiko des Darlehensnehmers ist aufgrund der vereinbarten Zinsobergrenze begrenzt. Da der Cap jedoch erst oberhalb des aktuellen Marktzinses für variable Kredite greift, ist das Cap-Darlehen im Fall steigender Zinsen nur solange günstiger als ein Festzinsdarlehen, solange der beim Abschluss des Darlehens gültige Festzins höher liegt als der vereinbarte Capzins. Bei fallenden Zinsen ist ein variables Darlehen ohne Cap stets  günstiger als ein Cap-Darlehen. Grund ist, dass die Bank zur Absicherung für den Fall der Steigerung des allgemeinen Zinssatzes eine sogenannte Cap-Prämie, eine Art Versicherungsprämie, festlegt. Sie richtet sich in ihrer Höhe nach der Laufzeit des Cap-Darlehens und der Differenz zwischen dem allgemeinen Zinssatz und der vereinbarten Zinssatzobergrenze.

## Vergleich
Die Funktionsweise ergibt sich beispielsweise bei einem Zinscap und Zinsfloor, in welchem der Cap mit 4,00 % und der Floor mit 2,00 % festgelegt ist, während das aktuelle Zinsniveau bei 3,00 % liegt:
| Zinshöhe des Referenzzinssatzes | Cap (Kauf, also Long-Position)                           | Floor (Verkauf, also Short Position)                        |
| ------------------------------- | -------------------------------------------------------- | ----------------------------------------------------------- |
| 3,00 %                          | Caplet verfällt, da Referenzzins unterhalb vom Cap liegt | Floorlet verfällt, da Referenzzins oberhalb vom Floor liegt |
| 5,00 %                          | Ausgleichszahlung wird fällig                            | Floorlet verfällt, da Referenzzins oberhalb vom Floor liegt |
| 2,00 %                          | Caplet verfällt, da Referenzzins unterhalb vom Cap liegt | Ausgleichszahlung wird fällig                               |

Caplets und Floorlets sind die Zinscaps und Zinsfloors, die jeweils für eine einzelne Zinsbindungsfrist vereinbart werden. So wie sich einzelne Zinsbindungsfristen zur Gesamtlaufzeit addieren, bilden alle Caplets und Floorlets die gesamte Cap- oder Florrate. Die beim Cap und Floor vereinbarte Ausgleichszahlung entspricht der Zinsdifferenz zwischen dem aktuellen Referenzzins und der Zinsobergrenze bzw. Zinsuntergrenze. Überschreitet der aktuelle Referenzzins den Cap-Wert, bezahlt der Kreditnehmer lediglich die Prämie.  

## Wirtschaftliche Aspekte
Wie bei einem variablen Darlehen fallen bei einem Cap-Darlehen bei vorzeitiger Rückzahlung keine Vorfälligkeitsentschädigungen an. Während die Zinssätze bei "normalen" Darlehen bedingt durch viele Anbieter sehr gut vergleichbar sind, werden Cap-Darlehen nur von wenigen Kreditinstituten angeboten. Daher ist ein Vergleich der Kreditkonditionen schwierig.
Ein Cap-Darlehen wird oft zusammen mit einem Floor-Darlehen kombiniert, wobei durch die gegenseitigen Prämien die Floor-Prämie ganz oder teilweise kompensiert werden kann. Damit besteht eine Zinsober- und Untergrenze, ein Zinskorridor, genauer ein Corridor oder ein Collar.